# Robert af Østrig-Este
Ærkehertug Robert af Østrig-Este (Robert Karl Ludwig Maximilian Michael Maria Anton Franz Ferdinand Joseph Otto Hubert Georg Pius Johannes Marcus d'Aviano Habsburg 8. februar 1915 – 7. februar 1996) var anden søn af Karl 1. af Østrig, den sidste kejser. Efter at monarkiet blev afskaffet i 1918 og titler blev ugyldige i Østrig, kaldte han sig Robert Habsburg. Østrig-Este er en titel som kejseren tildelte sin anden søn. Tidligere hørte titlen sammen med hertug af Modena.

## Ægteskab og børn
Robert blev gift civilt den 28. december 1953 og dagen efter kirkeligt med Prinsesse Margherita af Savoyen-Aosta, datter af Prins Amedeo af Savoyen, Hertug af Aosta. De fik fem børn:
1. Maria Beatrice Habsburg (1954-), gift med grev Riprand af Arco-Zinneberg og fik seks børn.
2. Lorenz af Østrig-Este (1955-), gift 1984 med Astrid af Belgien og fik fem børn.
3. Gerhard Habsburg (1957-)
4. Martin af Østrig-Este (Martin Habsburg) (1959-), gift med Katharina af Isenburg-Birstein og fik fire børn.
5. Isabella Habsburg (1963-), gift med grev Andrea Czarnocki-Lucheschi og fik fire børn.